# Supercopa da Alemanha de 2013
A Supercopa da Alemanha de 2013 foi a 20ª edição da competição. Foi disputada em partida única entre o campeão da Bundesliga e da Copa da Alemanha (Bayern de Munique) e o vice-campeão da Bundesliga (Borussia Dortmund), ambas na temporada 2012/2013.
A final ocorreu no dia 27 de julho de 2013, no Signal Iduna Park, em Dortmund.

## Final
Partida única
| 27 de julho de 2013 | Borussia Dortmund                                   | 4 – 2     | FC Bayern München | Signal Iduna Park, Alemanha               |
| 20:30               | Reus 6', 86' · Van Buyten 56' (g.c.) · Gündoğan 57' | Relatório | Robben 54', 64'   | Público: 80 645 Árbitro: ALE Jochen Drees |

| Borussia Dortmund | Bayern de Munique |

| GK           | 1  | Roman Weidenfeller (c)    |  |     |
| RB           | 19 | Kevin Großkreutz          |  |     |
| CB           | 4  | Neven Subotić             |  |     |
| CB           | 15 | Mats Hummels              |  |     |
| LB           | 29 | Marcel Schmelzer          |  |     |
| CM           | 18 | Nuri Şahin                |  |     |
| CM           | 6  | Sven Bender               |  | 46' |
| RW           | 16 | Jakub Błaszczykowski      |  | 72' |
| AM           | 8  | İlkay Gündoğan            |  | 88' |
| LW           | 11 | Marco Reus                |  |     |
| CF           | 9  | Robert Lewandowski        |  |     |
| Reservas:    |    |                           |  |     |
| GK           | 20 | Mitchell Langerak         |  |     |
| DF           | 25 | Sokratis                  |  | 88' |
| MF           | 5  | Sebastian Kehl            |  | 46' |
| MF           | 7  | Jonas Hofmann             |  |     |
| FW           | 17 | Pierre-Emerick Aubameyang |  | 72' |
| FW           | 23 | Julian Schieber           |  |     |
| FW           | 37 | Erik Durm                 |  |     |
| Treinador:   |    |                           |  |     |
| Jürgen Klopp |    |                           |  |     |

| GK              | 22 | Tom Starke             |       |     |
| RB              | 21 | Philipp Lahm (c)       |       |     |
| CB              | 17 | Jérôme Boateng         | 90+1' |     |
| CB              | 5  | Daniel Van Buyten      |       |     |
| LB              | 27 | David Alaba            |       |     |
| DM              | 6  | Thiago Alcântara       |       |     |
| CM              | 25 | Thomas Müller          |       |     |
| CM              | 39 | Toni Kroos             |       | 86' |
| RW              | 10 | Arjen Robben           |       |     |
| LW              | 11 | Xherdan Shaqiri        |       | 67' |
| CF              | 9  | Mario Mandžukić        |       | 75' |
| Reservas:       |    |                        |       |     |
| GK              | 32 | Lukas Raeder           |       |     |
| DF              | 4  | Dante                  |       | 86' |
| DF              | 13 | Rafinha                |       |     |
| DF              | 26 | Diego Contento         |       |     |
| MF              | 30 | Luiz Gustavo           |       |     |
| MF              | 31 | Bastian Schweinsteiger |       | 67' |
| FW              | 14 | Claudio Pizarro        |       | 75' |
| Treinador:      |    |                        |       |     |
| Josep Guardiola |    |                        |       |     |

## Campeão
| Campeão da Supercopa da Alemanha de 2013 |
| ---------------------------------------- |
| Borussia Dortmund 4° titulo              |